# بخش بوستون (شهرستان وین، ایندیانا)
بخش بوستون (به انگلیسی: Boston Township) یک منطقهٔ مسکونی در ایالات متحده آمریکا است که در شهرستان وین، ایندیانا واقع شده‌است. بخش بوستون ۸۸۷ نفر جمعیت دارد و ۳۳۲ متر بالاتر از سطح دریا واقع شده‌است.